# جاکیمیز
جاکیمیز (به لاتین: Jaquimeyes) یک منطقهٔ مسکونی در جمهوری دومینیکن است که در استان بارائونا واقع شده‌است. جاکیمیز ۱۷۸٫۶۳ کیلومتر مربع مساحت و ۴٬۱۴۴ نفر جمعیت دارد.